# برزم
بورزوم (تلفظ انگلیسی: ‎/ˈbɜːrzəm/‎; نروژی: [ˈbʉrtsʉm]) گروه موسیقی بلک متال نروژی است که توسط نوازنده و ترانه‌سرای نروژی وارگ ویکرنس در سال ۱۹۸۹ میلادی تشکیل شد. او از سال ۱۹۸۸ به موسیقی روی آورد اما تا سال ۱۹۹۱ که نخستین دمویش را ضبط کرد، موسیقی را به صورت حرفه‌ای دنبال نمی‌کرد. کلمه «بورزوم» در «گفتار سیاه»، زبان ساختگی جی. آر. آر تالکین، به معنای تاریکی است. ویکرنس در فاصله زمانی بین ژانویه ۱۹۹۲ تا مارس ۱۹۹۳ چهار آلبوم ضبط کرد و هر آلبوم با فاصله زمانی نسبتاً زیادی از زمان ضبط عرضه می‌شد. در سال ۱۹۹۴ ویکرنس به دلیل قتل یورنیموس، گیتاریست شیطان‌پرست گروه میهم، سوزاندن چند کلیسا و سرقت و نگهداری مواد منفجره به ۲۱ سال زندان محکوم شد.
او زمانی که دوران محکومیتش را می‌گذراند، دو آلبوم دارک امبینت ضبط کرد که در آن‌ها از درام، گیتار الکتریک یا گیتار باس استفاده نمی‌شد. او از سال ۲۰۰۹ یعنی زمانی که از زندان آزاد شد تا کنون سه آلبوم بلک متال و یک آلبوم دارک امبینت/الکترونیک ضبط کرده‌است.
ویکرنس همچنان به دلیل دیدگاه‌های سیاسی‌اش شناخته می‌شد که البته از برزم برای ترویج این دیدگاه‌ها استفاده نکرده‌است. بارزام هیچگاه اجرای زنده‌ای نداشته و ویکرنس اعلام داشته که برنامه‌ای برای این کار ندارد.